# Derbi jiennense
El derbi jiennense es un partido de fútbol que enfrenta a los principales equipos de la provincia de Jaén, que son el Real Jaén Club de Fútbol y el Linares Deportivo. Ambos equipos han disputado sus enfrentamientos en Segunda División B y en Tercera División, además de haber disputado eliminatorias de Copa del Rey y de Copa RFEF. Es considerado encuentro de riesgo debido a la gran rivalidad entre las aficiones de ambos equipos.
Aunque también se llama derbi jiennense al resto de los partidos disputados entre otros equipos jiennenses (como,  Club Deportivo Úbeda Viva, Club Deportivo Iliturgi, Baeza Club de Fútbol, Martos Club Deportivo, Unión Deportiva Ciudad de Torredonjimeno, Recreativo de Bailén, Villacarrillo Club de Fútbol, Atlético Mancha Real o Club Deportivo Navas, entre otros), estos no tienen tanta envergadura como la que tiene el derbi jiennense por excelencia, disputado por el Real Jaén y el Linares Deportivo.

## Rivalidad histórica
La historia de la rivalidad deportiva entre las ciudades de Jaén y Linares se remonta a principios del siglo XX cuando el Jaén Foot-ball Club (1907) se enfrentaba a la Sociedad Gimnástica Linarense (1909). Tras varios años sin actividad en ambas ciudades, se constituyen nuevos equipos como el Linares Foot-ball Club (1920) y el nuevo Jaén Foot-ball Club (1922) que se enfrentaron por primera vez el 23 de agosto de 1922. El Jaén Foot-ball Club, fundada apenas 10 días antes, recibe al Linares Foot-ball Club en un encuentro de carácter amistoso ya que ninguno se encontraba federado. El equipo de la capital acabó venciendo por 3-1, adjudicándose una Copa donada por el Ayuntamiento.
Unos años más adelante, mientras ambos clubes se construían constitucionalmente, se disputó un encuentro para inaugurar el flamante Campo de Deportes de Linarejos tras varios meses en activo el día 6 de enero de 1924, día de la Epifanía, en un encuentro con resultado desfavorable para el Linares de 1-2. La historia de rivalidad comenzó en este partido, donde el Jaén F. C. se vio obligado a retirarse del terreno de juego tras recibir un penalti en contra que encenderá sus ánimos ante un enfervorecido público linarense.
Pero tanto en la capital como en la ciudad minera el fútbol decayó en los años 20; el Linares F.C. acabó desapareciendo en 1925 y  la crisis deportiva en la que entró el Real Jaén Foot-ball Club  le llevó a abandonar la actividad en 1927, sin que el nuevo Sport Club de Jaén consiguiera igualar en éxitos deportivos ni en apoyo social. 
No obstante en 1929 se constituyeron la Sociedad Olímpica Jiennense y la Gimnástica Linarense, que en 1931 se renombra como Linares Deportivo. Sin embargo, sus caminos no se cruzaron hasta la temporada 1934-35, cuando ambos clubes coinciden en la Primera Categoría de la Federación Sur. En esta categoría coincidieron un total de 5 temporadas, hasta que ambos ascienden a la Tercera División. Por lo tanto disputaron 10 encuentros de forma oficial, antes de disputar el derbi en categoría nacional.
El 28 de febrero de 1943 se disputó el primer compromiso oficial en la capital entre los dos conjuntos. La Sociedad Olímpica Jiennense, como se denominaba con anterioridad el Real Jaén, se impuso por 4-0 al Linares Deportivo, el nombre que ostenta en la actualidad la entidad azulilla. Tras los enfrentamientos en Tercera División a finales de los años 40 el club azulillo descendió a categoría regional (1948/49). La provincia no volvió a vivir un derbi hasta los años sesenta ya que el Real Jaén ascendió a Segunda División y después a Primera División, mientras el Linares Deportivo, tras ascender de regional se mantuvo en Tercera División.
En la temporada 1963/64 el derbi volvió a la provincia cuando ambos equipos militaban en Tercera División, salvo algunas temporadas en que los equipos militaron en Segunda o Regional (R. Jaén en Segunda 1967/68; Linares en Regional 1970/71 y en Segunda 1973/74). A finales de los 70 se produjo el ascenso del Real Jaén a Segunda División (1976/77 a 1978/79) mientras su rival quedaba en Segunda División B; y después el Linares subía a Segunda División en los años 80 (1980/81 a 1983/84) mientras que el equipo capitalino se mantenía en Segunda División B.
A partir de este momento, los derbis provinciales escasearon, salvo en cuatro temporadas en Segunda División B (1984/85; 1985/86; 1988/89 y 1989/90), ambos equipos tuvieron evoluciones deportivas dispares: el Real Jaén se mantuvo en Segunda División B jugando en tres ocasiones en la categoría de plata. El Linares jugó en categoría regional (tras una nueva refundación), en Tercera División y Segunda División B. En los comienzos del siglo XXI los derbis provinciales volvieron en la categoría de bronce, desde 2002 a 2009, hasta la desaparición del equipo linarense. 
En la temporada 2015/16 ambos equipos coincidieron en Segunda División B durante dos temporadas hasta que ambos clubes descendieron a Tercera División continuando los enfrentamientos en esta categoría hasta la temporada 2019/20. En la temporada 2020/21 no se disputará derbi jiennense en fase regular al ascender el Linares Deportivo a Segunda División B y mantenerse el Real Jaén en Tercera División. Para la temporada 2021/22 el derbi tampoco se disputará en fase regular pues el Linares Deportivo milita en la Primera División RFEF mientras que el Real Jaén lo hará en la  Tercera División RFEF.

## Clubes

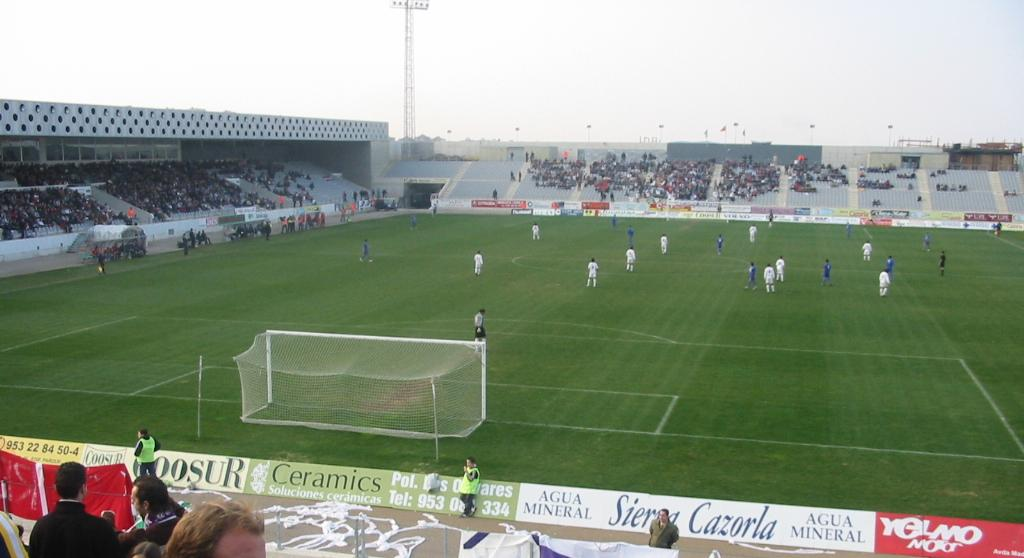
Nuevo Estadio de la Victoria, estadio del Real Jaén

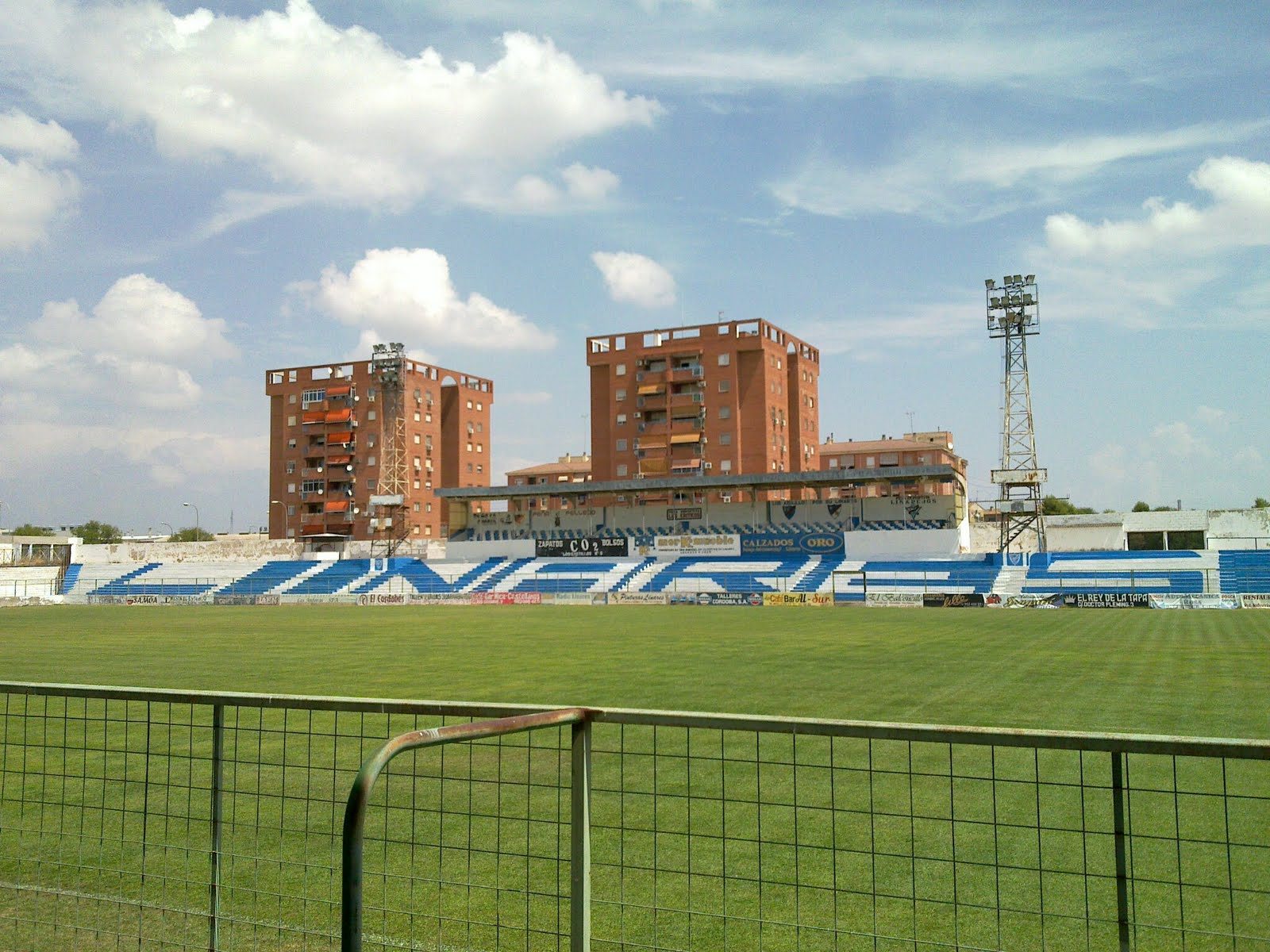
Estadio Municipal de Linarejos, campo del Linares Deportivo

Los dos clubes jiennenses iniciaron sus andaduras en los años 20, aunque han tenido diferente evolución, mientras que el R. Jaén ha sufrido una refundación y dos cambios de nombre, el Linares ha padecido varias desapariciones y cambios de nomenclatura:

### El fútbol en Jaén
En la capital la primera sociedad balompédica fue el Jaén F.C. (1907) que disputaba sus partidos en unos terrenos del Paseo de la Estación. Tras unos años de inactividad la sociedad es reactivada en 1922 con el nombre de Jaén Foot-ball Club, pero sin relación con el anterior. Este club a finales de los años veinte también cayó en la inactividad fruto de la inestabilidad del fútbol modesto de aquellos años. Tampoco funcionó nuevas sociedades como Sport Club de Jaén (1929), por lo que fue necesaria la creación de una nueva sociedad conocida como Sociedad Olímpica Jiennense (1929) que consiguió alcanzar categoría nacional en 1943. En 1947 cambió de nombre a su denominación actual, Real Jaén Club de Fútbol.

### El fútbol en Linares
En Linares, la influencia de los ingenieros de minas británicos, permitió el desarrollo del fútbol en la ciudad y de ahí la primera creación fue la Sociedad Gimnástica Linarense (1909). Sin embargo, tras unos años de inactividad se decida impulsar el Linares F.C. (1920) pero este club desaparecido en 1925 dando lugar al Gimnástica Linarense ya en 1929, constituido en 1931 como Linares Deportivo.  Tras su desaparición en 1946 asume el puesto el Atlético de Linares, equipo fundado en 1943 con los mismos colores que el Linares Deportivo. Retomado nuevamente el Linares Deportivo en 1948 se fusiona con otro equipo de la localidad, el Titán C.F., dando lugar al C.D. Linares en 1951, aunque este equipo acabó desapareciendo en los años 60. En 1962 se inscribió en la Federación andaluza el equipo de la empresa Santana (Grupo de Empresa Santana) renombrado como Santana-Linares C.F., y posteriormente fue renombrado como Linares C.F. en 1967. Tras una larga actividad su desaparición en 1990 obligó a la creación de un nuevo equipo, el C.D. Linares, equipo que sin embargo desapareció, como otros antecesores, en 2009 siendo sustituido por el actual Linares Deportivo.

### Estadios
Los terrenos de juego donde se disputan los derbis también han evolucionado con el paso del tiempo, así el Real Jaén jugó sus partidos en el Campo de Peñamefecit desde 1922 a 1944 cuando se inauguró el Estadio de la Victoria ubicado en su momento en una zona de expansión urbana de la capital, y con una capacidad de 11.500 espectadores. Este viejo estadio fue sustituido en 2001 por el Estadio de la Victoria con 12.500 espectadores que se sitúa a las afueras de la ciudad. Por su parte el club linarense comenzó a disputar sus enfrentamientos en el Campo de Deportes Virgen de Linarejos (1924) hasta que en 1958 fue remplazado por el Estadio Municipal de Linarejos con capacidad para 10.000 espectadores y ubicado a las afueras de Linares. Ambos campos linarenses fueron inaugurados por el Real Jaén.

## Datos deportivos
El Real Jaén y el Linares Deportivo, en todas sus denominaciones y antecesores de ambos clubes, se han enfrentado en las categorías de liga regular de Segunda División B y Tercera División. Así mismo se han enfrentado en competiciones coperas como la Copa del Rey y Copa de la RFEF. Los primeros partidos entre ambos clubes tenían carácter amistoso y después en categoría regional, y no fue hasta 1943 cuando ya se incluyeron en categoría nacional. 

### Estadísticas oficiales
Las estadísticas de los partidos oficiales del derbi jiennense disputado por el Real Jaén y los equipos de Linares son estas:
| Competición                               | PJ | Jaén | Empates | Linares | Goles Jaén | Goles Linares |
| ----------------------------------------- | -- | ---- | ------- | ------- | ---------- | ------------- |
| Segunda División B de España              | 28 | 6    | 8       | 14      | 17         | 28            |
| Tercera División de España                | 35 | 14   | 7       | 14      | 44         | 40            |
| Promoción de ascenso a Segunda División B | 1  | 1    | 0       | 0       | 1          | 0             |
| Copa del Rey                              | 7  | 1    | 2       | 4       | 8          | 12            |
| Copa Real Federación Española de Fútbol   | 4  | 3    | 1       | 0       | 10         | 3             |
| Total oficial                             | 75 | 25   | 18      | 32      | 81         | 83            |

| PJ: partidos jugados                            |
| Jaén: victorias del Real Jaén                   |
| Linares: victorias de los equipos de Linares    |
| Empates: empates                                |
| Goles Jaén: goles del Real Jaén                 |
| Goles Linares : goles de los equipos de Linares |

En los enfrentamientos directos también podemos establecer estadísticas como local y visitante.